# Артузи, Джованни
Джованни Мария Арту́зи (итал. Giovanni Maria Artusi; около 1540 — 18 августа 1613, Болонья) — итальянский теоретик музыки и композитор. Один из ведущих итальянских теоретиков в эпоху перехода от Ренессанса к барокко, прославившийся консервативной критикой музыкального авангарда своего времени.

## Учение
В воззрениях на контрапункт в целом разделял теоретические взгляды своего учителя Джозеффо Царлино, выступил на его стороне в полемике между Царлино и Винченцо Галилеем. Большое внимание уделял употреблению диссонанса, рассматривая его как действенное средство (agente) для выражения драматических аффектов (скорби, плача, боли и т. п.). Допускал разрешение кварты в тритон и малой секунды в приму. В качестве эстетически совершенных образцов рекомендовал композиторам музыку Палестрины, Габриели, Клемента.
Проблемой, привлекшей особое внимание Артузи, было согласованное звучание ансамбля, в особенности инструментального. Он с сожалением констатировал несовершенство современного ему строя. Отвергая напряжённую (синтоническую) диатонику Птолемея, которую поддерживал Царлино, считал, что только реализация аристоксеновой идеи равенства тонов и полутонов способна удовлетворить потребности современной инструментальной музыки.

## Полемика с Монтеверди
В первом и втором томах трактата «О несовершенствах современной музыки» (1600, 1603; первый написан в форме диалога между «модернистом» Лукой и «консерватором» Варио, второй — обмен письмами автора и некоего учёного оппонента) Артузи подверг критике новшества (прежде всего, свободное, «неправильное» употребление диссонанса в контрапункте, хроматизма в мелодике, а также ненадлежащее объединение ладов) некоего неназванного автора, в котором угадывается Клаудио Монтеверди. Оппонент Артузи в трактате 1603 года, отстаивающий музыку Монтеверди, фигурирует под говорящим псевдонимом L’Ottuso Academico. Оттузо (противник Артузи), защищая хроматический полутон, возникающий в результате дезальтерации хроматизированной диатонической ступени (например, gis-g, as-a), называет его типичным для «второй практики» (seconda pratica).
Отвечая на нападки Артузи, Клаудио Монтеверди в 1605 году выдвинул контраргументы (очень кратко), в предисловии к своей Пятой книге мадригалов, пообещав Артузи эссе с ироничным названием «Seconda pratica, overo Perfettione della musica moderna» («Вторая практика, или Совершенство современной музыки»). Развёрнутый ответ Артузи (под названием «Dichiaratione»), построенный как схолия на предисловие брата 1605 г., дал в 1607 году Джулио Чезаре Монтеверди, в послесловии к сборнику брата «Scherzi musicali» (Музыкальные шутки). Это послесловие, имеющее характер манифеста,— важнейший документ в истории западноевропейской музыки. Из этих текстов очевидно, что братья Монтеверди трактовали «первую практику» (prima pratica) и «вторую практику» (seconda pratica) не как композиционно-технические, а скорее как художественно-эстетические категории.
Во «второй практике» безраздельно господствует поэтический текст, которому должны подчиняться мелодия, гармония и ритм. По законам «второй практики» особые аффекты текста вполне оправдывают нерегулярности гармонии и ритма. Изобретателем «второй практики» Джулио Чезаре называет Киприана де Роре, а к её представителям относит Карло Джезуальдо, Луку Маренцио, Луццаско Луццаски, Эмилио де Кавальери, Якопо Пери, Джулио Каччини и других итальянских композиторов XVI — начала XVII веков.
На возражения Клаудио Монтеверди Артузи — под псевдонимом Антонио Браччино да Тоди — ответил в 1605 году (в несохранившемся эссе «Первое музыкальное рассуждение»), а на возражения Джулио Чезаре — в 1608 году («Второе музыкальное рассуждение»). По мнению Артузи, доминирующую роль в многоголосной вокальной композиции должен играть не текст, а ритм, которому должны подчиняться и гармония, и даже поэтический текст.

## Сочинения
Из музыкальных сочинений Артузи сохранились только Первая книга канцонетт на 4 голоса (1599) и 8-голосная обработка псалма «Cantate Domino» (1599).

## Трактаты
- Искусство контрапункта, в схематическом виде // L’arte del contraponto ridotta in tavole (Venezia, 1586).
- Искусство контрапункта, часть 2 // Seconda parte dell’arte del contraponto, nella quale si tratta dell’utile et uso delle dissonanze (Venezia, 1589).
- Искусство контрапункта // L’arte del contraponto (Venezia, 1598).
- О несовершенствах современной музыки: две беседы // L’Artusi, overo Delle imperfettioni della moderna musica ragionamenti dui (Venezia, 1600). Английский перевод фрагмента второй беседы в книге: Strunk O. Source readings in music history. New York: W.W. Norton & Co., 1950 (и мн. репринты).
- О несовершенствах современной музыки, часть 2 // Seconda parte dell’Artusi, overo Delle imperfettioni della moderna musica (Venezia, 1603) [содержит приложение под названием «Considerationi musicali»].
- Разъяснение трудов многоуважаемого Джозеффо Царлино // Impresa del molto Rev. M. Gioseffo Zarlino da Chioggia <…> dichiarata (Bologna, 1604).
- Антонио Браччино да Тодо. Второе музыкальное рассуждение в ответ на «Манифест» г-на Клаудио Монтеверди, опубликованный в его сборнике «Scherzi musicali» // Discorso secondo musicale di Antonio Braccino da Todi per la dichiaratione della lettera posta ne' Scherzi musicali del sig. Claudio Monteverdi (Venezia, 1608).